# Rolf Harald Baayen
Rolf Harald Baayen, genannt Harald Baayen, (* 2. Oktober 1958 in den USA) ist ein niederländischer Linguist.
Baayen studierte an der  Freien Universität Amsterdam mit der Promotion 1989 und war danach am Max-Planck-Institut für Psycholinguistik in Nijmegen und der Universität Nijmegen. Ab 2006 war er Professor für quantitative Linguistik an der Radboud-Universität Nijmegen und ab 2007 Professor an der University of Alberta. 2010 erhielt er eine Humboldt-Professur, mit der er seit 2011 an der Universität Tübingen ist.
Er ist bekannt für Beiträge zur Quantitativen Linguistik (Wortschatzforschung, computergestützte empirische Linguistik) und untersuchte die Rolle des Gedächtnisses in der Sprachverarbeitung. Er verfolgt ein Projekt (WIDE, Wide Incremental learning with Discrimination nEtworks) in der Wörtern nicht Buchstabenfolgen, sondern andere Charakteristika des Lautsignals zugeordnet werden. Das soll dem Problem Rechnung tragen, dass umgangssprachlich Worte häufig stark reduziert werden, aber dennoch erkannt werden. Im Rahmen des Projekts wird ein Computermodell zur Spracherkennung entwickelt, das nicht auf der Umsetzung in Buchstaben basiert und statt vielschichtige Lern-Netzwerke nur zweischichtige benutzt, diese aber mit vielen Ein- und Ausgängen.
1998 erhielt er einen Pionier Award der niederländischen Forschungsorganisation NWO und 2005 eine Müller-Professur der königlich niederländischen Akademie der Wissenschaften. Er ist Mitglied der Linguistic Society of America und der Academia Europaea (2012). 2004 war er Erskine Fellow an der University of Canterbury in Neuseeland. 2017 erhielt er einen Advanced Grant des ERC.